# Reinhard Krammer
Reinhard Krammer (* 8. April 1949 in Radstadt; † 8. November 2017) war ein österreichischer Historiker, Geschichtsdidaktiker und Didaktiker für Politische Bildung. Er war außerordentlicher Universitätsprofessor an der Universität Salzburg.

## Leben
Krammer studierte von 1968 bis 1975 die Fächer Geschichte, Leibeserziehung und Englisch an der Universität Salzburg. Im Jahr 1979 wurde er promoviert und im Jahr 2004 im Fach Geschichtsdidaktik habilitiert.
Von 1973 bis 1992 war er Lehrer an Bundeshandelsakademie II in Salzburg, Lehrbeauftragter an der Pädagogischen Akademie, am Pädagogischen Institut des Bundes in Salzburg und Lehrbeauftragter für Fachdidaktik am Institut für Geschichte der Universität Salzburg und von 1992 bis 2010 war er Fachdidaktiker am Fachbereich Geschichte der Universität Salzburg. Er ist Gründer der Zentralen Arbeitsstelle für Geschichtsdidaktik und Politische Bildung, einer hochschulübergreifenden Forschungseinrichtung, die er von 2006 bis 2010 leitete.
Ab 2001 war er im Leiter des Teilprojektes Unterrichtsanalyse und Unterrichtsprofilierung des Internationalen Projekts FUER Geschichtsbewusstsein. Er war an der Entwicklung des Kompetenz-Strukturmodell historischen Denkens und des Kompetenz-Strukturmodell für politische Bildung beteiligt.
Er war Mitherausgeber der Reihe Österreichische Beiträge zur Geschichtsdidaktik.

## Schriften (Auswahl)
- Arbeitersport in Österreich: Ein Beitrag zur Geschichte der Arbeiterkultur in Österreich bis 1938 (= Materialien zur Arbeiterbewegung. Nr. 17). Mit einem Vorwort von Helmut Konrad, Europaverlag, Wien 1981.
- mit Heinrich Ammerer (Hrsg.): Mit Bildern arbeiten: Historische Kompetenzen erwerben (= Themenhefte Geschichte. 2). Ars Una, Neuried 2006, ISBN 978-3-89391-741-9.
- Intention und Prozess im Geschichtsunterricht. Der Einfluss externer Faktoren auf die Praxis an den deutschsprachigen Mittelschulen Österreichs 1849-1914 (= Österreichische Beiträge zur Geschichtsdidaktik. Bd. 1). Studienverlag, Innsbruck-Wien-Bozen 2008, ISBN 978-3-7065-4630-0.
- u. a. (Hrsg.) Der forschende Blick: Beiträge zur Geschichte Österreichs im 20. Jahrhundert. Festschrift für Ernst Hanisch zum 70. Geburtstag (= Schriftenreihe des Forschungsinstitutes für Politisch-Historische Studien der Dr.-Wilfried-Haslauer-Bibliothek, Salzburg. Bd. 37). Böhlau, Wien u. a. 2010, ISBN 978-3-205-78470-8.